# Mario Orrico
Mario Humberto Orrico Panuncio (Montevideo, 27 de agosto de 1913 - Montevideo, 22 de agosto de 1984), fue un violinista, director de orquesta y compositor de tangos uruguayo.

## Biografía
Nació en Montevideo, en el barrio Flor de Maroñas. A partir de 1921 comenzó sus estudios de violín, impulsado por su padre, con los maestros Spinelli y Pioli.
Con su amigo desde que nacieron, Romeo Gavioli también violinista, y Guillermo Aguirre en batería, formaron el trío Los Tres Bemoles para actuaciones radiales y, también, para recorrer los tablados en los carnavales montevideanos.
A los 13 años compuso su primer tango, “Antoñito”, dedicado a su padre Antonio Orrico.
En 1929, ingresó en la orquesta de Juan Baüer junto con Romeo Gavioli, para actuar en el Cine Capitol y en el Café La Giralda. Al año siguiente, ambos se sumaron a la Orquesta de Salón del Hotel del Prado.
En 1936, y años posteriores, fue director de la formación estable de Radio Carve y simultáneamente integró el Trío Los Carve, con Romeo Gavioli y Freddy, que fue contratado por Radio El Mundo de Buenos Aires aunque no pudieron salir al aire por un accidente sufrido por Gavioli.
Cursaba el año 1937 y Juan Cao formó su popular orquesta típica convocando a Mario como primer violín y arreglador, con quien estuvo hasta el año 1952. Al año siguiente, el maestro Lucio Milena dio forma a una gran orquesta, interpretando tango y otros géneros musicales, confiándole a Mario Orrico el primer atril de los violines, en ciclos cumplidos en Radio El Espectador, así como grabaciones en sello Sondor de Montevideo.
Desde el año 1943 y hasta el año 1956, fue director musical de la Troupe Estudiantil Ateniense, muy conocida en aquellos años en la ciudad de Buenos Aires. Esta agrupación realizó sus presentaciones en el mes de octubre de cada año en los teatros montevideanos Artigas y 18 de Julio y en el Teatro Politeama de la ciudad de Buenos Aires.
Entre los años 1957 y 1959 condujo su propia orquesta, para presentaciones en los hoteles municipales, grabando también para el sello Sondor. En esos años, el pianista de la formación era su hijo César.
Cuando el maestro César Zagnoli constituyó por segunda vez una importante formación tanguera para actuar en los eventos carnavaleros de los hoteles municipales, fue convocado para ocupar el primer atril y contribuir con arreglos orquestales.
En 1963, Horacio Ferrer concibe y conduce en Canal 5 de Montevideo el programa Imágenes de tango y tiene a Mario como uno de sus asesores e intérpretes, en las distintas formaciones que dieron ejemplos de las diversas épocas evocadas.
También incursionó en otros estilos musicales, como cuando en la década del 60 se llevaron a cabo en el Teatro Solís temporadas de ópera y zarzuela, cumpliendo Orrico múltiples cometidos, haciendo arreglos, seleccionando músicos y ejerciendo la dirección orquestal.
En 1965, fue convocado por el maestro Oldimar Cáceres, que dirigió una alineación de avanzada, donde se requirió la presencia de músicos muy solventes para abordar arreglos de difícil ejecución, donde se incluían contrapuntos y pasajes fugados.

## Muerte
Falleció el 22 de agosto de 1984 de un paro cardíaco, mientras miraba televisión junto a su esposa.

## Obras
Como compositor creó los tangos “Arrullo”, “Bailemos [b]”, “Eterna melodía”, éste con letra de su hermano Alcides. Junto con Juan Cao crearon los temas “Amor de luna”, “Café Monterrey”, “Así es mi voz”, “Canción de luna”, “Candombe de carnaval” y “Bailando candombe”. También fue coautor de los temas “Canción de la noche”, “Presente barra querida”, “Viejo solterón”, “Siempre la espero”, “Tu dulce mirada” y “El vals quinceañero” con músicos y letristas de la talla de Armando Blasco, Alberto Luces, Miguel Buranelli, Ángel Bessio, Héctor Bello Schmitt y Juan Bigio.